# Norbert Giltjes
Norbert Giltjes (* 7. Mai 1942 in Emmerich; † 15. Februar 1998) war ein deutscher Politiker der CDU.

## Leben und Beruf
Nach dem Abitur studierte er in Münster Pädagogik. Nach dem Ablegen des ersten und zweiten Staatsexamens war er im Schuldienst, zuletzt als Schulamtsdirektor in Düsseldorf, tätig.
1964 trat er der CDU bei. Er war in zahlreichen Gremien der Partei aktiv, unter anderem war Giltjes Vorsitzender des CDU-Bezirks Niederrhein.

## Abgeordneter
Vom 31. Mai 1990 bis zu seinem Tod am 15. Februar 1998 war Giltjes Mitglied des Landtags des Landes Nordrhein-Westfalen. Er wurde jeweils im Wahlkreis 061 Kleve II direkt gewählt. Dem Stadtrat der Stadt Emmerich hatte er ab 1969 angehört, von 1988 bis 1989 war er Bürgermeister gewesen.

## Ehrungen
In Emmerich wurde eine Straße nach ihm benannt.